# Butrus Butrus Ghali
Butrus Butrus Ghali, Boutros Boutros-Ghali (arab. ‏بطرس بطرس غالي‎; ur. 14 listopada 1922 w Kairze, zm. 16 lutego 2016 tamże) – egipski prawnik, nauczyciel akademicki i polityk, sekretarz generalny ONZ w latach 1992–1996.

## Życiorys
Urodził się w rodzinie chrześcijańskiej (Koptyjski Kościół Ortodoksyjny), z której wywodził się premier Egiptu Butrus Ghali. W 1946 ukończył studia na Uniwersytecie Kairskim, w 1949 uzyskał doktorat z prawa międzynarodowego na Uniwersytecie Paryskim oraz dyplom w dziedzinie stosunków międzynarodowych w Instytucie Nauk Politycznych w Paryżu (Sciences Po), a następnie został mianowany profesorem prawa międzynarodowego i stosunków międzynarodowych na Uniwersytecie w Kairze, gdzie pracował do 1977 roku. W 1975 został prezesem Centrum Studiów Politycznych i Strategicznych Uniwersytetu Kairskiego, a w 1980 – prezesem Afrykańskiego Stowarzyszenia Studiów Politycznych. W latach 1954–1955 był stypendystą Fundacji Fulbrighta na Columbia University, pracował w haskiej Akademii Prawa Międzynarodowego (był jej dyrektorem) i na Wydziale Prawa Uniwersytetu Paryskiego.
W latach 1977–1991 był egipskim ministrem spraw zagranicznych, odgrywając istotną rolę w rozmowach pokojowych między prezydentem Egiptu Anwarem Sadatem i premierem Izraela Menachemem Beginem.
Jako sekretarz generalny ONZ budził kontrowersje. Był krytykowany za niepowodzenie w działaniach ONZ na rzecz powstrzymania wojny domowej i ludobójstwa w Rwandzie, w 1994, gdzie zginęło ok. 800 tys. ludzi, aczkolwiek pierwotną przyczyną był brak dostatecznego wsparcia ze strony USA. Administracja Clintona, po doświadczeniach z Somalii, oświadczyła, że nie będzie brać udziału w akcjach pokojowych. ONZ nie była także w stanie powstrzymać przedłużającej się wojny domowej w Angoli, w tym samym roku, trwającej już po wyborach w tym kraju.
10 członków Rady Bezpieczeństwa ONZ, w tym trzech członków z Afryki (Egipt, Gwinea Bissau i Botswana), wystąpiło z rezolucją popierającą następną kadencję Butrusa Ghalego, do 2001, jednak Stany Zjednoczone zawetowały ten wybór, prawdopodobnie wskutek jego poparcia dla Palestyny. Poparcia nie udzieliły mu też Wielka Brytania, Polska, Korea Południowa i Włochy. Chociaż Butrus Ghali nie był pierwszym sekretarzem, który spotkał się z wetem, był pierwszym, który nie został wybrany na drugą kadencję.
W latach 1997–2002 był sekretarzem generalnym La Francophonie – organizacji krajów strefy języka francuskiego.
W latach 2002–2013 był dyrektorem egipskiej Narodowej Rady Praw Człowieka (ENCHR). Od 2009 do śmierci był członkiem rady Fundacji Chiraca.
Zmarł 16 lutego 2016 roku.